# 下雷河
下雷河，位于中国广西壮族自治区西部，是黑水河左岸支流，上游位于靖西市称逻水，发源于靖西市武平乡念屯以西1.2千米处，东南流经朋怀水库、同德乡、湖润镇以及大新县下雷镇，于大新县硕龙镇稔底村西北汇入黑水河。干流长78千米，平均比降9.39‰，流域面积1200平方千米。
下雷河流域大部分为喀斯特地貌，上中游峰林谷地，石漠化严重；下游沿岸石山林立，岩体裸露，水土流失严重。大新县下雷镇锰矿资源丰富，近年来锰产品加工企业增多，污染下游河段水质。